# Gandaritis sinicaria
Gandaritis sinicaria är en fjärilsart som beskrevs av John Henry Leech 1897. Gandaritis sinicaria ingår i släktet Gandaritis och familjen mätare. Inga underarter finns listade i Catalogue of Life.